# Apiosordaria terrestris
Apiosordaria terrestris är en svampart som först beskrevs av S.C. Jong & E.E. Davis, och fick sitt nu gällande namn av J.C. Krug, Udagawa & Jeng 1983. Apiosordaria terrestris ingår i släktet Apiosordaria och familjen Lasiosphaeriaceae.   Inga underarter finns listade i Catalogue of Life.